# Parambassis confinis
Parambassis confinis är en fiskart som först beskrevs av Weber, 1913.  Parambassis confinis ingår i släktet Parambassis och familjen Ambassidae. Inga underarter finns listade i Catalogue of Life.